# Seljalandsfoss
Seljalandsfoss és una cascada que es troba al sud d'Islàndia, sota la glacera de l'Eyjafjallajökull. El riu Seljalandsá té aquí una caiguda de 66 metres, formant la cascada. Cau per uns penya-segats que temps enrere van formar part de la línia antiga de la costa. És possible caminar per darrere de la cascada.
És una de les cascades més famoses de tot el país. És molt pintoresca i la seva imatge es pot trobar en molts llibres i calendaris. Seljalandsfoss es troba entre Selfoss i Skógafoss, a la cruïlla entre la ruta 1 i la carretera que va a Þórsmörk.